# 2024-es Junior Eurovíziós Dalfesztivál
A 2024-es Junior Eurovíziós Dalfesztivál (spanyolul: Festival de la Canción de Eurovisión Junior 2024, angolul: Junior Eurovision Song Contest 2024) volt a huszonkettedik Junior Eurovíziós Dalfesztivál, melyet Madridban rendeztek meg. A verseny pontos helyszíne a Caja Mágica volt. A versenyre 2024. november 16-án került sor. Az Eurovíziós Dalfesztivállal ellenben itt nem az előző évi győztes rendez, hanem pályázni kell a rendezés jogára, azonban az előző év győztese előnyt élvez a rendezési jog megszerzésében. 2023-as Junior Eurovíziós Dalfesztivál a francia Zoé Clauzure győzelmével zárult, aki a Cœur című dalát adta elő Nizzában.
17 ország erősítette meg a részvételét a dalfesztiválra, beleértve Ciprust, mely hat év, és San Marinót, mely nyolc év kihagyás után tért vissza, míg az Az Egyesült Királyság két év versenyzés után lépett vissza.
A verseny a Grúziát képviselő Andria Putkaradze győzelmével zárult, aki 239 pontot összegyűjtve nyerte meg a döntőt, az ország negyedik győzelmét aratva. Ezzel a kaukázusi ország a legtöbb győzelemmel rendelkező ország lett. A To My Mom című dal összesen tizenkét országtól kapott maximális 12 pontot. A második helyen Portugália, míg a harmadik helyen Ukrajna végzett. Portugália és Észtország megszerezte legjobb eredményét, ami a tizennegyedik helyet jelenti az észteknek, míg San Marino legrosszabb eredményét érte el, utolsó helyen végzett.
A dalfesztivál döntőjét körülbelül 23 millió ember látta, ami 4 milliós visszaesés a előző évhez képest.

## A helyszín és a verseny témája

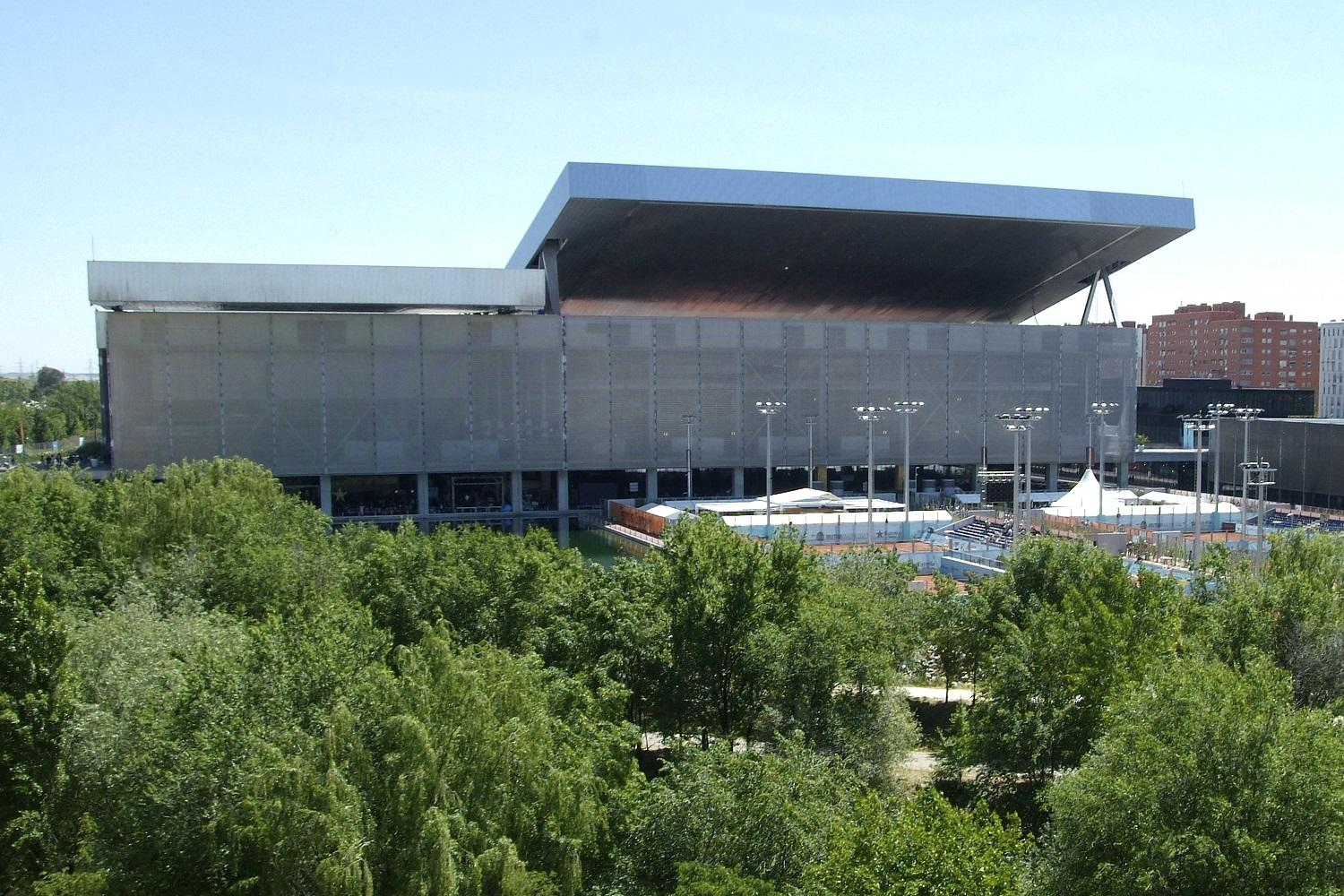
A verseny helyszíne, a Caja Mágic.

Az Eurovíziós Dalfesztivállal ellenben itt nem az előző évi győztes rendez, hanem pályázni kell a rendezés jogára, azonban az előző év győztese előnyt élvez a rendezési jog megszerzésében.
A France Télévisions 2023. november 27-én bejelentette, hogy tárgyalásokat folytatnak az EBU-val a 2024-es verseny megrendezésével kapcsolatban, mivel több ország jelezte érdeklődését a verseny megrendezése iránt. Franciaország Párizsban rendezi meg a 2024-es nyári olimpiát, ezenkívül a francia műsorsugárzó nem akarta, hogy úgy tűnjön, hogy az országnak monopóliuma van a verseny megrendezése felett, mivel az előző három évben kétszer is ők látták el a házigazdai feladatokat, így Franciaország visszautasította a Junior Eurovíziós Dalfesztivál következő megrendezését. 2024. február 14-én vált hivatalossá, hogy Spanyolország ad otthont a versenynek. Ez volt az első alkalom a Junior Eurovíziós Dalfesztiválok történetében, hogy Spanyolország rendezte a versenyt.
2024. Március 12-én jelentették be a hivatalosan benyújtott pályázatok listáját, melyen öt város (Barcelona, Granada, Málaga, Valencia és Zaragoza) szerepelt. A pontos helyszínt 2024. május 10-én jelentették be a 2021-es Eurovíziós Dalfesztivál második elődöntője előtti sajtótájékoztatón.
Annak ellenére, hogy az előzetes listán nem szerepelt, 2024. május 10-én az EBU bejelentette, hogy Madrid ad otthont a gyermek versenynek.
A 2024-es verseny pontos helyszíne a 12 500 fő befogadására Caja Mágica alkalmas volt.
Kulcsok:
 †   Rendező város
 ‡   Pályázó városok
     Nem megfelelő helyszínek
| Granada ‡                  | Granada Városi Sportpalota      | 9 507  |                                    |
| Madrid †                   | Caja Mágica                     | 12 500 |                                    |
| Málaga ‡                   | Jose Maria Martin Carpena Aréna | 11 300 |                                    |
| Valencia ‡                 | Roig Arena                      | 18 600 |                                    |
| Be nem nyújtott pályázatok |                                 |        |                                    |
| Barcelona                  | Palau Sant Jordi                | 17 960 | Nem elérhető a verseny időszakában |
| Zaragoza                   | Pabellón Príncipe Felipe        | 10 744 | Nem volt alkalmas látogatásra      |

2024. szeptember 3-án ismertették dalfesztivál hivatalos mottóját, mely Let’s Bloom lett, ami magyarul azt jelenti, hogy Virágozzunk!. A koncepció a természetet példának véve befolyásolja azt az elképzelést, hogy a fiatal művészek virágoznak egy olyan jövő felé, ahol önmaguk lehetnek és szabadon, egészségesen, biztonságosan és sokrétűen kifejezhetik magukat. A virágok és a virágzás fogalma magából a természetből ered, ahol annyi sokféleség van, és amelyben minden harmonikus és szép. A szlogen mellett ugyanezen a napon mutatták be a verseny logóját is, amelyen egy kinyíló virág képe szerepel, ez a fiatal művészek virágzására utal.

### Műsorvezetők
A dalfesztivál műsorvezetőit 2024. szeptember 12-én jelentették be Marc Clotet, Melani García és Ruth Lorenzo személyében. Ez volt a hetedik alkalom, hogy három házigazdája volt a műsornak.
Marc színész és model, leghíresebb szereplései közé sorolható az El cor de la ciutat szappanopera és a Física o química tini dráma sorozat.
Melani a 2019-es versenyen képviselte Spanyolországot a Marte című dallal, valamint a 2020-as gyermek dalfesztivál spanyol pontbejelentője volt.
Ruth a 2014-es Eurovíziós Dalfesztiválon képviselte Spanyolországot a Dancing in the Rain című dallal, majd a 2023-as versenyen ismertette a spanyol zsűri pontjait.

## A résztvevők
A résztvevők hivatalos listáját 2024. szeptember 3-án jelentették be. Ciprus hat év, San Marinót pedig mely nyolc év kihagyás után tér vissza, míg az Az Egyesült Királyság két év versenyzés után lép vissza. Így tizenhét ország alkotja a 2024-es Junior Eurovíziós Dalfesztivál mezőnyét, amely egyel több, mint az előző évben.
Ez volt az első alkalom, hogy Málta versenydala teljes egészében máltai nyelven hangzott el a gyerekek versenyén. A ciprusi dal egyik társszerzője Sophia Patsalides, Ciprus 2014-es versenyzője, míg sorozatban másodjára az örmény dal egyik társszerzője Maléna, Örményország 2021-es versenyzője, egyben a verseny győztese.
| Ország                  | Műsorsugárzó       | Előadó            | Dal                  | Nyelv             | Dalszerző(k)                                       |
| ----------------------- | ------------------ | ----------------- | -------------------- | ----------------- | -------------------------------------------------- |
| Albánia                 | RTSH               | Nikol Çabeli      | Vallëzoj             | albán             | Endri Muçaj Eriona Rushiti                         |
| Ciprus                  | CyBC               | Maria Pissarides  | Crystal Waters       | görög, angol      | Armin Gilani Maria Pissarides Sophia Patsalides    |
| Észak-Macedónia         | MRT                | Ana & Aleksej     | Marathon             | macedón, angol    | Lazar Cvetkovski Magdalena Cvetkovska              |
| Észtország              | ERR                | Annabelle Ats     | Tänavad              | észt              | Sven Lõhmus                                        |
| Franciaország           | France Télévisions | Titouan           | Comme ci, comme ça   | francia           | Marie Bastide Malo                                 |
| Grúzia                  | GPB                | Andria            | To My Mom            | grúz, angol       | Giga Kukhianidze Maka Davitaya                     |
| Hollandia               | AVROTROS           | Stay Tuned        | Music                | holland, angol    | Jermain van der Bogt Willem Laseroms               |
| Írország                | TG4                | Enya Cox Dempsey  | Le chéile            | ír                | Ian James White Laoise Ní Nualláin Nicky Brennan   |
| Lengyelország           | TVP                | Dominik Arim      | All Together         | lengyel, angol    | Aldona Dąbrowska Sławomir Sokołowski               |
| Málta                   | PBS                | Ramires Sciberras | Stilla ċkejkna       | máltai            | Aleandro Spiteri Monseigneur Lon Kirkop Peter Borg |
| Németország             | NRD                | Bjarne            | Save the Best for Us | német, angol      | Ignacio Uriarte Kai Oliver Krug Thomas Meilstrup   |
| Olaszország             | Rai                | Simone Grande     | Pigiama Party        | olasz, angol      | Alex Uhlmann Luca Mattioni Paolo Meneguzzi         |
| Örményország            | AMPTV              | Leo               | Cosmic Friend        | örmény, angol     | Maléna Tokionine Vahram Petrosyan                  |
| Portugália              | RTP                | Victoria Nicole   | Esperança            | portugál, spanyol | Bárbara Tinoco Nininho Vaz Maia Victoria Nicole    |
| San Marino              | SMRTV              | Idols SM          | Come noi             | olasz             | Miodio                                             |
| Spanyolország (rendező) | RTVE               | Chloe DelaRosa    | Como la Lola         | spanyol           | David DelaRosa María Peláe                         |
| Ukrajna                 | Szuszpilne         | Artem Kotenko     | Hear Me Now          | ukrán, angol      | Svitlana Tarabarova                                |

## A versenyszabályok változása
2015 után először ismét szombati napon rendezték meg a dalversenyt.
A zsűri szavazást további változtatások értékelték. A korábbi években alkalmazott függőleges, csökkenő sorrendű eredménytábla helyett ebben az évben a táblázat vízszintesen volt elrendezve, minden országnak rögzített helyezéssel, a fellépési sorrendnek megfelelően, és egy pontozósávval, amely a különböző pontok feltöltésére szolgált. A műsorvezetők minden ország pontjait az 1–10-es skálán ismertették; például minden egyes ország látható volt, hogy hány ország adott neki 1 pontot, 2 pontot és így tovább. A 12 pontot továbbra is országonként a pontbejelentők jelentették be, ám nem élőben kapcsolták őket, hanem előre felvett videók formájában voltak láthatók.

## A versenyt megelőző időszak

### Nemzeti válogatók
A versenyre nevező 17 ország közül 7 nemzeti döntő keretein belül, 7 belső kiválasztással, 3 a két módszer együttes alkalmazásával választotta ki indulóját.
Az indulók közül Albánia, Grúzia, Hollandia, Írország, Málta, Németország, Portugália és Ukrajna apróbb változtatásokkal ugyanazt azt a nemzeti döntőt rendezte meg, mint az előző évben.
A többi ország közül Észak-Macedónia, Franciaország, Olaszország, Örményország és Spanyolország ismételten a teljes belső kiválasztás mellett döntött, csakúgy mint a visszatérő Ciprus és San Marino.
A dalverseny első hivatalosan megerősített előadója a grúz Andria Putkaradze volt, akit 2024. május 26-án jelentettek be, míg az első dal a német versenydal, a Save the Best for Us volt, amit július 1-jén választottak ki. Az utolsó előadó az ír Enya Cox Dempsey volt, akit október 13-án választottak ki, míg az utolsó dal az örmény dal, a Cosmic Friend volt, amit október 22-én jelentettek be.
| Ország          | Választás módszere                           | Válogató / Bemutató műsor                    | Közvetítő csatorna                        | Kiválasztás / Bemutatás dátuma | Kiválasztás / Bemutatás dátuma |
| Ország          | Választás módszere                           | Válogató / Bemutató műsor                    | Közvetítő csatorna                        | Előadó                         | Dal                            |
| --------------- | -------------------------------------------- | -------------------------------------------- | ----------------------------------------- | ------------------------------ | ------------------------------ |
| Albánia         | nemzeti döntő                                | Junior Fest                                  | RTSH                                      | 2024. szeptember 27.           | 2024. szeptember 27.           |
| Ciprus          | belső kiválasztás                            | dal: Omorfi Mera                             | RIK1                                      | 2024. augusztus 21.            | 2024. szeptember 30.           |
| Észak-Macedónia | belső kiválasztás                            | dal: Dnevnik 1                               | MRT 1                                     | 2024. június 27.               | 2024. október 4.               |
| Észtország      | előadó: nemzeti döntő dal: belső kiválasztás | előadó: Tähtede lava                         | ETV                                       | 2024. május 5.                 | 2024. október 4.               |
| Franciaország   | belső kiválasztás                            | Nem rendeztek válogató- és bemutatóműsort    | Nem rendeztek válogató- és bemutatóműsort | 2024. szeptember 18.           | 2024. szeptember 18.           |
| Grúzia          | előadó: nemzeti döntő                        | előadó: Ranina                               | 1TV                                       | 2024. május 26.                | 2024. október 13.              |
| Hollandia       | nemzeti döntő                                | Junior Songfestival                          | NPO Zapp                                  | 2024. szeptember 21.           | 2024. szeptember 21.           |
| Írország        | nemzeti döntő                                | Junior Eurovision Éire                       | TG4                                       | 2024. október 13.              | 2024. október 13.              |
| Lengyelország   | nemzeti döntő                                | Szansa na Sukces                             | TVP                                       | 2024. szeptember 29.           | 2024. szeptember 29.           |
| Málta           | nemzeti döntő                                | Malta Junior Eurovision Song Contest         | TVM                                       | 2024. szeptember 21.           | 2024. szeptember 21.           |
| Németország     | nemzeti döntő                                | Online válogatót rendeztek                   | Online válogatót rendeztek                | 2024. július 1.                | 2024. július 1.                |
| Olaszország     | belső kiválasztás                            | Nem rendeztek válogató- és bemutatóműsort    | Nem rendeztek válogató- és bemutatóműsort | 2024. szeptember 16.           | 2024. szeptember 27.           |
| Örményország    | belső kiválasztás                            | Nem rendeztek válogató- és bemutatóműsort    | Nem rendeztek válogató- és bemutatóműsort | 2024. szeptember 28.           | 2024. október 22.              |
| Portugália      | előadó: nemzeti döntő dal: belső kiválasztás | előadó: The Voice Kids                       | RTP1                                      | 2024. július 7.                | 2024. október 8.               |
| San Marino      | belső kiválasztás                            | előadó: Sogna ragazzo sogna                  | SMRTV                                     | 2024. szeptember 11.           | 2024. október 4.               |
| Spanyolország   | belső kiválasztás                            | Nem rendeztek válogató- és bemutatóműsort    | Nem rendeztek válogató- és bemutatóműsort | 2024. július 18.               | 2024. október 7.               |
| Ukrajna         | nemzeti döntő                                | Nem volt külön elnevezése a válogatóműsornak | Szuszpilne                                | 2024. szeptember 22.           | 2024. szeptember 22.           |

### Esélyek
A felnőtt versennyel ellentétben nincs fogadás, mert az olyan versenyeken, ahol a kiskorúak kerülnek előtérbe, több országban törvénybe ütközik a fogadás. A fogadások helyett a verseny előtt több rajongói oldal szavazást tartott, ahol Észtországot, Portugáliát és Ukrajnát tekintették a győzelemre legesélyesebbnek.

## A verseny

### Megnyitó ünnepség
Ebben az évben a megnyitó ünnepség zárt ajtók mögött tartották meg és nem közvetítették élőben.

### Fellépési sorrend
Október 1-jén jelentették be, hogy a házigazda Spanyolország a tizedik helyre sorsolták, míg Németországot a döntő nyitó produkcióra, Máltát a záró produkcióra. A teljes fellépési sorrendet október 10-én hozták nyilvánosságra.

### Meghívott előadók
Az est három korábbi versenyző, a 2004-es dalfesztivál győztese, María Isabel, a tavalyi győztes, Zoé Clauzure, és a tavalyi második helyezett, a spanyol Sandra Valero nyitányával indult. Ezt követően az országok bevonulása alatt, a tizenhét résztvevő ország versenyzője közös produkcióban adta elő a verseny hivatalos főcímdalát. A szavazási szünetben Abraham Mateo, spanyol énekes előadta a Flashdance című film betétdalának, a Maniac című dalnak a spanyol nyelvű feldolgozását, Maníaca című dalát, amit egy tánc előadás követett Time To Bloom címmel, amely az önfejlődést és az elfogadást tárja fel, hangsúlyozva az autentikus életszemlélet értékét.

## Döntő
| #  | Ország          | Előadó            | Dal                  | Magyar fordítás              | Helyezés | Pontszám |
| -- | --------------- | ----------------- | -------------------- | ---------------------------- | -------- | -------- |
| 01 | Olaszország     | Simone Grande     | Pigiama Party        | Pizsamaparti                 | 9.       | 98       |
| 02 | Észtország      | Annabelle Ats     | Tänavad              | Az utcák                     | 14.      | 55       |
| 03 | Albánia         | Nikol Çabeli      | Vallëzoj             | Tánc                         | 7.       | 126      |
| 04 | Örményország    | Leo               | Cosmic Friend        | Kozmikus barát               | 8.       | 125      |
| 05 | Ciprus          | Maria Pissarides  | Crystal Waters       | Kristály vizek               | 13.      | 60       |
| 06 | Franciaország   | Titouan           | Comme ci, comme ça   | Így vagy úgy                 | 4.       | 177      |
| 07 | Észak-Macedónia | Ana & Aleksej     | Marathon             | Maraton                      | 16.      | 54       |
| 08 | Lengyelország   | Dominik Arim      | All Together         | Mindannyian együtt           | 12.      | 61       |
| 09 | Grúzia          | Andria Putkaradze | To My Mom            | Anyukámnak                   | 1.       | 239      |
| 10 | Spanyolország   | Chloe DelaRosa    | Como la Lola         | Mint Lola                    | 6.       | 144      |
| 11 | Németország     | Bjarne            | Save the Best for Us | Őrizd meg a legjobbat nekünk | 11.      | 71       |
| 12 | Hollandia       | Stay Tuned        | Music                | Zene                         | 10.      | 91       |
| 13 | San Marino      | Idols SM          | Come noi             | Mint mi                      | 17.      | 47       |
| 14 | Ukrajna         | Artem Kotenko     | Hear Me Now          | Hallgass meg most            | 3.       | 203      |
| 15 | Portugália      | Victoria Nicole   | Esperança            | Remény                       | 2.       | 213      |
| 16 | Írország        | Enya Cox Dempsey  | Le chéile            | Együtt                       | 15.      | 55       |
| 17 | Málta           | Ramires Sciberras | Stilla ċkejkna       | Kis csillag                  | 5.       | 153      |

## A szavazás és a nemzetközi közvetítések

### A szavazás
Ebben az évben máshogy zajlott a szavazás, ugyanis nem egyesével kapcsolták az országokat, hanem pontonként növekvő sorrendben, míg el nem érték a 10 pontot. Ezután kapcsolták a résztvevő országok pontbejelentőit, ők jelentették be a 12 pontokat.
A legtöbb egy pontot Németország kapta, összesen hármat. A két pontok bejelentése után holtverseny lett Németország és Örményország között – mindkét ország 7 ponttal rendelkezett ekkor. A legtöbb két pontot Örményország kapta, szám szerint hármat. A három pontok után Hollandia átvette a vezetést 12 ponttal. A hollandok négy darab három pontot kaptak. A négy pontok kihirdetésekor Portugália megkapta első pontját, ezzel Grúzia maradt az egyetlen pont nélküli ország. Ekkor még mindig Hollandia vezetett, összesen 22 ponttal. Az öt pontokhoz érve Spanyolország átvette a vezetést 31 ponttal. A hat pontok kiosztása után új ország került az első helyre. Málta 42 pontjával megelőzte Spanyolországot azonban csupán öt pontnyi különbség volt a két ország között. Hét pontból a legtöbbet Franciaország és Ukrajna kapta, 3-3 darabot. Azonban egyik országnak sem sikerült megelőznie Máltát, aki ekkor 56 ponttal vezetett. A nyolc pontok kihirdetése után Grúzia is pontszerző ország lett. Nyolc pontból Albánia és Portugália szerezte a legtöbbet, összesen 3-3 darabot. Ezután Portugália vette át a vezetést 74 ponttal. Ezután kihirdették a tíz pontokat, a legtöbbet pedig Ukrajna kapta, szám szerint ötöt. Azonban összesítésben Franciaország állt az első helyen 103 ponttal. Őket követte Ukrajna 98 ponttal második helyen, majd Portugália 84 ponttal harmadikként. Utolsó helyen San Marino állt, aki 1 ponttal rendelkezett, azt Olaszországtól kapták. Ezután a fellépési sorrend első kilenc országát kapcsolták, hogy bejelentsék a 12 pontokat. Az első öt szavazó ország Olaszország, Észtország, Albánia, Örményország, Ciprus mind Grúziának adta 12 pontját. Ezután Franciaország Örményországnak, Észak-Macedónia pedig Ukrajnának. Ekkor Ukrajna 110 ponttal átvette a vezetést Franciaországtól. Majd a soron következő Lengyelország is Ukrajnának adta max pontját, így 122 ponttal tovább erősödött Ukrajna. Ezután Örményország megkapta második tizenkét pontját Grúziától. A hátramaradó nyolc ország kapcsolása következett ezután. Spanyolország Grúziának adta 12 pontját, így Grúzia felkúszott a második helyre, ekkor 108 pontjuk volt. Portugália ezután megkapta első 12 pontját Németországtól. A soron következő országok közül Hollandia, San Marino, Ukrajna, Portugália, Írország és Málta is Grúziának adta 12 pontját, ezzel a zsűri szavazást összesen 180 ponttal megnyerte. Második helyezett 122 ponttal Ukrajna, míg a harmadik helyezett 103 ponttal Franciaország lett.
Érdekesség, hogy Grúzia 12 darab maximális 12 pontjával rekordot állított fel.
A szavazás második felében az online szavazást ismertették. Ez a megszokott módon történt, a legkevesebb pontot kapott országgal kezdtek, majd növekvő sorrendben haladtak, míg el nem értek a zsűri szavazás győzteséig, Grúziáig. A legkevesebb pontot San Marino gyűjtötte össze, így velük kezdték a pontok kiosztását. San Marino a zsűritől 1, míg a nézőktől 46 pontot kapott. Ezután Ciprus következett, ők 50 pontot kaptak, Lengyelország 48, Észtország 41, Németország 57, Írország 40, Észak-Macedónia pedig 34 pontot. Ezután következett Hollandia, akik utolsó helyen álltak pontjaik kihirdetése előtt. Végül 57 ponttal jutalmazták a nézők őket, így megelőzték San Marinót. Ekkor vált hivatalossá, hogy a visszatérő törpeállam utolsó helyen zárta a versenyt. Ezután Olaszország 46, Málta pedig 79 pontot kapott, ezzel ideiglenesen második helyre került. Örményország 49 pontot kapott a nézőktől, ők ekkor a harmadik helyre zárkóztak fel. Azonban a következő pontszerző, a házigazda Spanyolország 64 pontot kapott, így el is vette Örményországtól a harmadik helyét. Albánia 44 megszerzett pontjával Spanyolország mögé ugrott fel. A következő ország Portugália volt, ők 117 pontot kaptak, ezzel összesen 213 megelőzték az első helyen álló Grúziát. Ez Franciaországnak már nem sikerült, 74 pontot szereztek az online szavazáson, így Grúzia mögé ugrottak a ponttáblán. Ezután Ukrajna következett, ők 81 pontot kaptak, ami nem volt elég ahhoz, hogy megelőzzék Portugáliát. Grúziát 59 ponttal jutalmazták, ezzel megelőzte Portugáliát és 239 összegyűjtött ponttal megnyerték a versenyt.
Ez volt a negyedik alkalom, hogy Grúzia aratott győzelmet, ezzel a legtöbb győzelemmel rendelkező ország lett. Második helyezett Portugália lett 213 ponttal, ezzel megszerezve eddigi legjobb helyezését a gyermek versenyen. Harmadik helyen Ukrajna zárt 203 ponttal. Érdekesség, hogy Örményország ismét a legjobb tízben végzett, ezzel fenntartva jó szereplését, hiszen még sosem végzett a legjobb tízen kívül. Észtország tizennegyedik helyezettként ekkor szerezte meg legjobb eredményét, amely egy helyezéssel jobb mint az előző évben, míg San Marino utolsóként legrosszabb eredményét.

### Ponttáblázat
| Ország          | Össz. | Online | Zsűrik      | Zsűrik     | Zsűrik  | Zsűrik       | Zsűrik | Zsűrik        | Zsűrik          | Zsűrik        | Zsűrik | Zsűrik        | Zsűrik      | Zsűrik    | Zsűrik     | Zsűrik  | Zsűrik     | Zsűrik   | Zsűrik |
| Ország          | Össz. | Online | Olaszország | Észtország | Albánia | Örményország | Ciprus | Franciaország | Észak-Macedónia | Lengyelország | Grúzia | Spanyolország | Németország | Hollandia | San Marino | Ukrajna | Portugália | Írország | Málta  |
| --------------- | ----- | ------ | ----------- | ---------- | ------- | ------------ | ------ | ------------- | --------------- | ------------- | ------ | ------------- | ----------- | --------- | ---------- | ------- | ---------- | -------- | ------ |
| Olaszország     | 98    | 46     |             | 3          | 6       | 8            | 4      | 1             |                 | 6             |        | 2             |             | 4         | 6          | 3       | 2          |          | 7      |
| Észtország      | 55    | 41     | 2           |            |         |              |        | 6             |                 |               | 1      | 1             | 4           |           |            |         |            |          |        |
| Albánia         | 126   | 44     | 6           | 8          |         | 5            | 7      |               | 1               | 5             |        | 6             | 7           | 2         | 3          | 8       | 10         | 8        | 6      |
| Örményország    | 125   | 49     |             | 10         | 2       |              | 1      | 12            | 5               | 2             | 12     | 4             |             | 7         | 2          | 5       | 6          |          | 8      |
| Ciprus          | 60    | 50     |             |            |         | 4            |        |               | 2               |               |        |               | 1           |           |            | 1       |            | 2        |        |
| Franciaország   | 177   | 74     | 7           | 4          | 5       | 10           | 2      |               | 3               | 7             | 10     | 5             | 8           | 10        | 7          | 6       | 4          | 10       | 5      |
| Észak-Macedónia | 54    | 34     | 5           |            | 3       | 3            |        |               |                 | 4             |        |               |             | 1         | 1          |         |            |          | 3      |
| Lengyelország   | 61    | 48     |             |            |         |              |        |               |                 |               |        |               |             |           |            | 2       | 8          | 3        |        |
| Grúzia          | 239   | 59     | 12          | 12         | 12      | 12           | 12     | 8             | 10              | 8             |        | 12            | 10          | 12        | 12         | 12      | 12         | 12       | 12     |
| Spanyolország   | 144   | 64     | 4           | 5          | 7       | 1            | 10     | 3             | 6               |               | 8      |               | 3           | 5         | 8          | 10      | 3          | 5        | 2      |
| Németország     | 71    | 57     |             | 1          |         | 2            |        | 7             |                 | 1             | 2      |               |             |           |            |         |            | 1        |        |
| Hollandia       | 91    | 57     | 3           |            | 1       | 7            | 3      |               | 4               | 3             | 3      |               |             |           | 5          |         |            | 4        | 1      |
| San Marino      | 47    | 46     | 1           |            |         |              |        |               |                 |               |        |               |             |           |            |         |            |          |        |
| Ukrajna         | 203   | 81     | 10          | 7          | 10      |              | 8      | 10            | 12              | 12            | 5      | 10            | 2           | 8         | 4          |         | 7          | 7        | 10     |
| Portugália      | 213   | 117    | 8           | 6          | 8       |              | 5      | 5             | 7               | 10            | 7      | 8             | 12          | 6         |            | 4       |            | 6        | 4      |
| Írország        | 55    | 40     |             |            |         |              |        | 2             |                 |               | 4      | 3             | 5           |           |            |         | 1          |          |        |
| Málta           | 153   | 79     |             | 2          | 4       | 6            | 6      | 4             | 8               |               | 6      | 7             | 6           | 3         | 10         | 7       | 5          |          |        |

### 12 pontos országok
Az alábbi országok kaptak 12 pontot a versenyen:
| Darab | Jutalmazott ország | Szavazó ország |
| ----- | ------------------ | --- |
| 12    | Grúzia             | Albánia, Ciprus, Észtország, Hollandia, Írország, Málta, Olaszország, Örményország, Portugália, San Marino, Spanyolország, Ukrajna |
| 2     | Örményország       | Franciaország, Grúzia |
| 2     | Ukrajna            | Észak-Macedónia, Lengyelország |
| 1     | Portugália         | Németország |

### Zsűri és nézői szavazás külön
| Helyezés | Zsűri szavazatok | Zsűri szavazatok | Online szavazatok        | Online szavazatok |
| Helyezés | Ország           | Pontszám         | Ország                   | Pontszám          |
| -------- | ---------------- | ---------------- | ------------------------ | ----------------- |
| 1.       | Grúzia           | 180              | Portugália               | 117               |
| 2.       | Ukrajna          | 122              | Ukrajna                  | 81                |
| 3.       | Franciaország    | 103              | Málta                    | 79                |
| 4.       | Portugália       | 96               | Franciaország            | 74                |
| 5.       | Albánia          | 82               | Spanyolország            | 64                |
| 6.       | Spanyolország    | 80               | Grúzia                   | 59                |
| 7.       | Örményország     | 76               | Németország · Hollandia  | 57                |
| 8.       | Málta            | 74               | Németország · Hollandia  | 57                |
| 9.       | Olaszország      | 52               | Ciprus                   | 50                |
| 10.      | Hollandia        | 34               | Örményország             | 49                |
| 11.      | Észak-Macedónia  | 20               | Lengyelország            | 48                |
| 12.      | Írország         | 15               | Olaszország · San Marino | 46                |
| 13.      | Németország      | 14               | Olaszország · San Marino | 46                |
| 14.      | Észtország       | 14               | Albánia                  | 44                |
| 15.      | Lengyelország    | 13               | Észtország               | 41                |
| 16.      | Ciprus           | 10               | Írország                 | 40                |
| 17.      | San Marino       | 1                | Észak-Macedónia          | 34                |

### Pontbejelentők
A pontbejelentők között volt az észt Arhanna, a grúz Anastasia Vasadze, lengyel Maja Krzyżewska, a máltai Yulan Law, az örmény Nane Andreasyan (Yan Girls tagjaként), a portugál Júlia Machado és az ukrán Anastasia Dymyd, akik az előző versenyen, míg a francia Lissandro valamint a spanyol Carlos Higes, akik 2022-ben képviselte hazájukat.
| 1. Olaszország – n.a. 2. Észtország – Arhanna 3. Albánia – n.a. 4. Örményország – Nane Andreasyan 5. Ciprus – Patroklos Patroklou 6. Franciaország – Lissandro 7. Észak-Macedónia – Aleksandra Mitevska 8. Lengyelország – Maja Krzyżewska 9. Grúzia – Anastasia Vasadze | 1. Spanyolország – Carlos Higes 2. Németország – n.a. 3. Hollandia – Veronika Morska 4. San Marino – n.a. 5. Ukrajna – Anastasia Dymyd 6. Portugália – Júlia Machado 7. Írország – n.a. 8. Málta – Yulan Law |

## Térkép

Részt vevő országok
Országok, melyek korábban részt vettek, de ebben az évben nem

### Kommentátorok
| Ország              | Kommentátor                                  | Közvetítő csatorna                  |
| Részt vevő országok | Részt vevő országok                          | Részt vevő országok                 |
| ------------------- | -------------------------------------------- | ----------------------------------- |
| Albánia             | Andri Xhahu                                  | RTSH 1, RTSH Muzikë                 |
| Ciprus              | Kyriakos Pastides                            | RIK 2, RIK Sat                      |
| Észak-Macedónia     | Eli Tanaskovska                              | MRT 1                               |
| Észtország          | Marko Reikop (észtül)                        | ETV2                                |
| Észtország          | Aleksandr Hobotov és Julia Kalenda (oroszul) | ETV+                                |
| Franciaország       | Stéphane Bern és Valentina                   | France 2                            |
| Grúzia              | Nika Lobiladze                               | 1TV Sport                           |
| Hollandia           | Bart Arens és Matheu Hinzen                  | NPO Zapp, NPO 2 Extra               |
| Írország            | Louise Cantillon                             | TG4                                 |
| Lengyelország       | Artur Orzech                                 | TVP2, TVP Polonia                   |
| Málta               | Kommentár nélkül                             | TVM                                 |
| Németország         | Consi                                        | KiKA                                |
| Németország         | Annika Witzel és Max Plate                   | MausLive                            |
| Olaszország         | Mario Acampa, Kaze és Simone Barlaam         | Rai 2, RaiPlay                      |
| Örményország        | Hrachuhi Utmazyan és Sevak Hakobyan          | H1                                  |
| Portugália          | Nuno Galopim és Carina Jorge                 | RTP1, RTP África, RTP Internacional |
| San Marino          | Mirco Zani és Roberto Bagazzoli              | SMRTV                               |
| Spanyolország       | Julia Varela és Tony Aguilar (spanyolul)     | La 1, TVE Internacional             |
| Spanyolország       | David Asensio és Sara Calvo (katalánul)      | Radio Nacional                      |
| Spanyolország       | Sònia Urbano és Xavi Martínez (katalánul)    | La 1, Ràdio 4                       |
| Ukrajna             | Timur Miroshnychenko                         | Szuszpilne Kultura                  |
| További országok    |                                              |                                     |
| Horvátország        | Duško Ćurlić és Nika Turković                | HRT 2                               |
| Litvánia            | Ramūnas Zilnys                               | LRT Plius                           |
| Luxemburg           | Eric Lehmann és Raoul Roos                   | RTL Zwee                            |

## Lásd még
- 2024-es Eurovíziós Dalfesztivál
- 2024-es Fiatal Zenészek Eurovíziója